# Oxycera sibirica
Oxycera sibirica är en tvåvingeart som först beskrevs av Szilady 1941.  Oxycera sibirica ingår i släktet Oxycera och familjen vapenflugor. Inga underarter finns listade i Catalogue of Life.